# Ciriacremum jilorense
Ciriacremum jilorense är en insektsart som beskrevs av Jennifer L. Hollis 1976. Ciriacremum jilorense ingår i släktet Ciriacremum och familjen rundbladloppor.
Artens utbredningsområde är Kenya. Inga underarter finns listade i Catalogue of Life.